# Christian Bakkerud
Christian Bakkerud (Kopenhagen, 3 november 1984 – Londen, 11 september 2011) was een Deens GP2 coureur. Op 11 september 2011 is hij bij een verkeersongeluk om het leven gekomen. Hij is 26 jaar oud geworden.

## Carrière

### Formule BMW
Christian heeft meegedaan in de Formule BMW van 2002 tot 2004. In 2002 en 2003 deed hij mee in de Britse versie van de formule BMW en later schakelde hij over naar de Duitse Formule BMW.

### Formule 3
Hij deed mee in de British F3 in 2005 en 2006, hij werd zevende en zesde. Hij deed ook mee in de Macau Grand Prix en de Ultimate Masters of Formula Three.

### GP2
Hij deed mee in de GP2 in 2007. Hij reed in het DPR team samen met de Spanjaard Andy Soucek.

#### GP2 resultaten
| Season | Team               | No. | Races          | Poles | Wins | Punten | Klassement |
| ------ | ------------------ | --- | -------------- | ----- | ---- | ------ | ---------- |
| 2007   | David Price Racing | 20  | 19 (16 starts) | 0     | 0    | 0      | 32         |
| 2008   | Super Nova Racing  | 7   | 3              | 0     | 0    | 0      | 27         |

| Jaar | Inschrijving       | 1          | 2          | 3          | 4          | 5          | 6          | 7          | 8          | 9          | 10         | 11         | 12         | 13          | 14         | 15         | 16      | 17      | 18         | 19         | 20         | 21         | Rang | Punten |
| ---- | ------------------ | ---------- | ---------- | ---------- | ---------- | ---------- | ---------- | ---------- | ---------- | ---------- | ---------- | ---------- | ---------- | ----------- | ---------- | ---------- | ------- | ------- | ---------- | ---------- | ---------- | ---------- | ---- | ------ |
| 2007 | David Price Racing | BHR FEA 13 | BHR SPR NF | ESP FEA 12 | ESP SPR NF | MON FEA NF | FRA FEA NF | FRA SPR 12 | GBR FEA NF | GBR SPR 21 | GER FEA NF | GER SPR 18 | HUN FEA NF | HUN SPR DNS | TUR FEA NQ | TUR SPR NQ | ITA FEA | ITA SPR | BEL FEA 12 | BEL SPR NF | VAL FEA NF | VAL FEA NF | 32   | 0      |
| 2008 | Super Nova Racing  | ESP FEA NF | ESP SPR    | TUR FEA    | TUR SPR    | MON FEA 10 | MON SPR NF | FRA FEA    | FRA SPR    | GBR FEA    | GBR SPR    | GER FEA    | GER SPR    | HUN FEA     | HUN SPR    | EUR FEA    | EUR SPR | BEL FEA | BEL FEA    | ITA FEA    | ITA SPR    |            | 27   | 0      |